# Мизуни, Мириам
Мириам Зулайха Мизуни Черни (араб. ميريام زليخة ميزوني شرني‎, англ. Myriam Zoulaikha Mizouni Cherni, род. 23 сентября 1958, Арьяна) — тунисская пловчиха, государственный деятель. Участница летних Олимпийских игр 1976 года, 16-кратная чемпионка Африки 1974 и 1977 годов, серебряный призёр чемпионата Африки 1974 года, восьмикратная чемпионка и двукратный бронзовый призёр Всеафриканских игр 1978 года. Первая женщина, представлявшая Тунис на Олимпиаде.

## Биография
Мириам Мизуни родилась 23 сентября 1958 года в тунисском городе Арьяна.
Начала заниматься плаванием в четыре года.
Выступала в соревнованиях по плаванию за «Эсперанс Спортиф» из Туниса. С начала 1970-х годов была ведущей пловчихой страны, выигрывая большую часть золотых медалей на чемпионатах Туниса. В 1975 году была признана второй спортсменкой Африки.
В 1975 году завоевала серебряную медаль в плавании на 100 метров вольным стилем на Средиземноморских играх в Алжире. 
На чемпионате Магриба в 1973 году завоевала пять золотых и одну серебряную медаль, в 1975 году — пять золотых.
В 1976 году вошла в состав сборной Туниса на летних Олимпийских играх в Монреале. В плавании на 100 метров вольным стилем в четвертьфинале заняла последнее, 6-е место, показав результат 1 минута 2,42 секунды и уступив 4,76 секунды попавшей в полуфинал со 2-го места Ребекке Перротт из Новой Зеландии. В плавании на 400 метров вольным стилем в полуфинале заняла 6-е место среди 7 участниц, показав результат 4.43,11 и уступив 15,91 секунды попавшей в финал с 1-го места Петре Тюмер из ГДР. Также была заявлена на дистанции 200 метров вольным стилем, но не вышла на старт.
Мизуни стала первой женщиной, представлявшей Тунис на Олимпиаде.
На чемпионате Африки в 1974 году в Каире выиграла четыре золотых и одну серебряную медаль, в 1977 году в Тунисе — 12 золотых.
В 1978 году на Всефриканских играх в Алжире выиграла восемь золотых и две бронзовых медали.
В том же году, выиграв все 13 золотых медалей на чемпионате Туниса, завершила выступления.
В 2000 году была избрана в Национальный олимпийский комитет Туниса. 
В 2004 году стала судьёй международной категории по плаванию.
1 июля 2011 года была назначена государственным секретарём по спорту при министре молодёжи и спорта.
В 2014 году удостоена женской премии Международного олимпийского комитета.

## Семья
Отец Мустафа был тренером по плаванию.
Замужем, есть двое детей.